# Тюо (Яманаси)
Тюо (яп. 中央市 Тю:о:-си) — город в Японии, находящийся в префектуре Яманаси. Площадь города составляет 31,81 км², население — 30 696 человек (1 августа 2014), плотность населения — 964,98 чел./км².

## Географическое положение
Город расположен на острове Хонсю в префектуре Яманаси региона Тюбу. С ним граничат города Кофу, Минамиарупусу и посёлки Сёва, Итикавамисато.

## Население
Население города составляет 30 696 человек (1 августа 2014), а плотность — 964,98 чел./км². Изменение численности населения с 1980 по 2005 годы:
| 1980 | 16 812 чел. |  |
| 1985 | 21 984 чел. |  |
| 1990 | 25 868 чел. |  |
| 1995 | 28 543 чел. |  |
| 2000 | 30 769 чел. |  |
| 2005 | 31 650 чел. |  |

## Символика
Деревом города считается сакура, цветком — Astragalus sinicus, птицей — белая цапля.